# Сент-Кристи-д’Арманьяк
Сент-Кристи́-д’Арманья́к (фр. Sainte-Christie-d'Armagnac) — коммуна во Франции, находится в регионе Юг — Пиренеи. Департамент — Жер. Входит в состав кантона Ногаро. Округ коммуны — Кондом.
Код INSEE коммуны — 32369.

## География

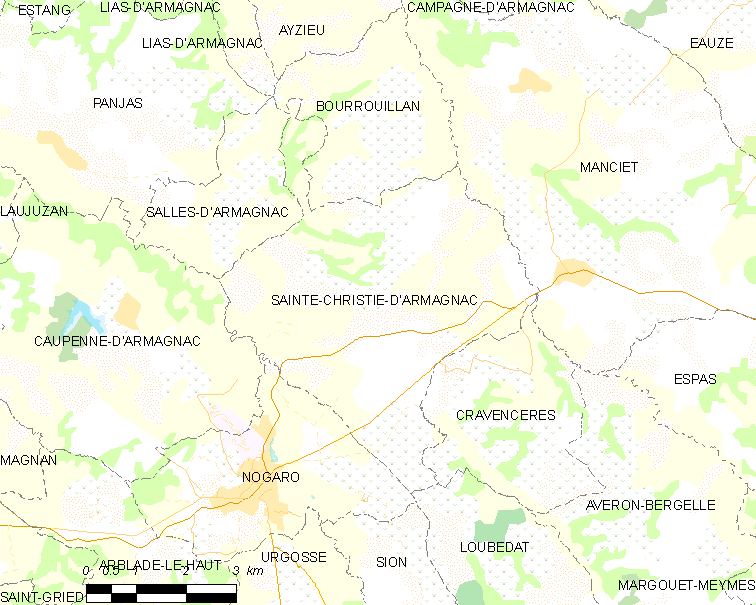
Карта коммуны

Коммуна расположена приблизительно в 600 км к югу от Парижа, в 120 км западнее Тулузы, в 55 км к западу от Оша.
На западе коммуны протекает река Миду, а на востоке — река Дуз.

## Климат
Климат умеренно-океанический. Лето жаркое и немного дождливое, температура часто превышает 35 °С. Зимой часто бывает отрицательная температура и ночные заморозки. Годовое количество осадков — 700—900 мм.

## Население
Население коммуны на 2010 год составляло 366 человек.
| 1962 | 1968 | 1975 | 1982 | 1990 | 1999 | 2010 |
| ---- | ---- | ---- | ---- | ---- | ---- | ---- |
| 504  | 453  | 402  | 365  | 360  | 338  | 366  |

## Администрация
| Период | Период | Фамилия           | Партия       | Примечания |
| ------ | ------ | ----------------- | ------------ | ---------- |
| 2001   | 2014   | Пьер Баррай       | беспартийный |            |
| 2014   | 2020   | Тьерри Сен-Мартен |              |            |

## Экономика
В 2010 году среди 220 человек трудоспособного возраста (15-64 лет) 165 были экономически активными, 55 — неактивными (показатель активности — 75,0 %, в 1999 году было 73,0 %). Из 165 активных жителей работали 152 человека (85 мужчин и 67 женщин), безработных было 13 (6 мужчин и 7 женщин). Среди 55 неактивных 17 человек были учениками или студентами, 23 — пенсионерами, 15 были неактивными по другим причинам.